# Том Екерлі
Томас Екерлі (часто — Акерлі, англ. Thomas ‘Tom’ Ackerley; нар. 1 Січня1990) — британський кінопродюсер і колишній асистент режисера.
Разом зі своєю дружиною, акторкою Марго Роббі, заснували продюсерську компанію LuckyChap Entertainment та зняли кілька фільмів і телесеріалів, у тому числі номіновані на премію «Оскар» фільми «Я, Тоня» (2017) і «Перспективна дівчина» (2020), і «Барбі» (2023). За останній він отримав номінацію на премію «Оскар» за найкращий фільм у 2024 році.

## Раннє життя
Наймолодший із трьох братів у родині, Екерлі народився 1 січня 1990 року в графстві Суррей, Англія. Виріс у центрі графства, місті Гілфорд, та відвідував розташований неподалік коледж Годалмінґа (англ. Godalming College).

## Кар'єра
Екерлі почав свою кінокар'єру актором-статистом у перших трьох частинах серії фільмів про Гаррі Поттера. Після перерви Екерлі повернувся в індустрію кіновиробництва як продюсер таких фільмів, як «Гамбіт» (2012) і «Гонка» (2013). У 2012-2016 роках також працював асистентом режисера кількох телевізійних серіалів і фільмів, у тому числі «Гордість», «Французька сюїта», «Два обличчя січня»(всі випущені в 2014 році), «Макбет» (2015).
У 2014 році він, його майбутня дружина Марго Роббі та їхні друзі дитинства, Софія Керр і Джосі Макнамара, заснували продюсерську компанію LuckyChap Entertainment. Компанія створила такі фільми, як «Я, Тоня» (2017), «Термінал» (2018), «Дрімленд», «Перспективна дівчина» (2020), телесеріал «Лялечки» (2019—2022) а також фільм «Барбі».

## Основна фільмографія

### Продюсер
- 2017 — «Я, Тоня»
- 2018 — «Термінал»
- 2019 — «Дрімленд»
- 2020 — «Перспективна дівчина»
- 2021 — «Покоївка» (мінісеріал, виконавчий продюсер)
- 2023 — «Бостонський душитель»[9]
- 2023 — «Барбі»
- 2023 — «Солтберн»
- 2024 — «Одинадцять друзів Оушена»

## Особисте життя
Екерлі познайомився з австралійською актрисою Марго Роббі на зніманнях «Французької сюїти» у 2013 році, вони почали зустрічатися через рік. 18 грудня 2016 року пара одружилася в Австралії, на приватній церемонії в Байрон-Бей, штат Новий Південний Уельс. Станом на 2022 рік Екерлі і Роббі живуть у районі Веніс (Лос-Анджелес). У серпні 2024 року пара повідомила, що чекає на первістка.  Роббі народила сина в жовтні 2024 року.